# Mittelmeerspiele 2018/Kanu
Die Wettbewerbe im Kanurennsport der Mittelmeerspiele 2018 fanden am 23. und 24. Juni 2018 auf dem Canal Olímpic de Catalunya in Castelldefels, Spanien statt.

## Ergebnisse Männer

### K1, 200 m
| Platz | Athlet               | Land |
| ----- | -------------------- | ---- |
| 1     | Carlos Garrote       | ESP  |
| 2     | Marko Dragosavljević | SRB  |
| 3     | Maxime Beaumont      | FRA  |

Finale: 24. Juni 2018

### K1, 500 m
| Platz | Athlet           | Land |
| ----- | ---------------- | ---- |
| 1     | Roi Rodríguez    | ESP  |
| 2     | Fernando Pimenta | POR  |
| 3     | Guillaume Burger | FRA  |

Finale: 24. Juni 2018

### K2, 500 m
| Platz | Athlet                                         | Land |
| ----- | ---------------------------------------------- | ---- |
| 1     | Marcus Walz Rodrigo Germade                    | ESP  |
| 2     | Franck Le Moël Guillaume Le Floch Decorchemont | FRA  |
| 3     | Ervin Holpert Vladimir Torubarov               | SRB  |

Finale: 24. Juni 2018

## Ergebnisse Frauen

### K1, 200 m
| Platz | Athletin       | Land |
| ----- | -------------- | ---- |
| 1     | Teresa Portela | ESP  |
| 2     | Sarah Guyot    | FRA  |
| 3     | Teresa Portela | POR  |

Finale: 24. Juni 2018

### K1, 500 m
| Platz | Athletin          | Land |
| ----- | ----------------- | ---- |
| 1     | Milica Starović   | SRB  |
| 2     | Joana Vasconcelos | POR  |
| 3     | Anja Osterman     | SLO  |

Finale: 24. Juni 2018

## Medaillenspiegel
| Platz | Land       | Gold | Silber | Bronze | Gesamt |
| ----- | ---------- | ---- | ------ | ------ | ------ |
| 01    | Spanien    | 4    | —      | —      | 4      |
| 02    | Serbien    | 1    | 1      | 1      | 3      |
| 03    | Frankreich | —    | 2      | 2      | 4      |
| 04    | Portugal   | —    | 2      | 1      | 3      |
| 05    | Slowenien  | —    | —      | 1      | 1      |
| Total | Total      | 5    | 5      | 5      | 15     |